# Biais cognitif
Ne doit pas être confondu avec Biais (distorsion).

Les biais cognitifs peuvent être organisés en quatre catégories : les biais qui découlent de trop d'informations, pas assez de sens, la nécessité d'agir rapidement et les limites de la mémoire.
Modèle Algorithmique: John Manoogian III (jm3)
Modèle Organisationnel: Buster Benson.

Un biais cognitif est une déviation dans le traitement cognitif d'une information. Le terme biais fait référence à une déviation de la pensée logique et rationnelle par rapport à la réalité. Les biais cognitifs conduisent le sujet à accorder des importances différentes à des faits de même nature et peuvent être repérés lorsque des paradoxes ou des erreurs apparaissent dans un raisonnement ou un jugement.
L'étude des biais cognitifs fait l'objet de nombreux travaux en psychologie cognitive, en psychologie sociale et plus généralement dans les sciences cognitives.
Ces travaux ont identifié de nombreux biais cognitifs propres à l'esprit humain à travers de multiples domaines : perception, statistiques, logique, causalité, relations sociales, etc. Du point de vue de leurs domaines, on peut distinguer entre autres des erreurs de perception, d'évaluation, d'interprétation logique. Ces biais cognitifs ne sont généralement pas conscients. Leur caractérisation est importante aussi bien dans les domaines judiciaire que scientifique puisqu'ils sont néfastes dans un processus logique. La publicité exploite souvent des biais cognitifs pour faire passer ses messages (raisonnement fallacieux, oubli de la fréquence de base).
Certains de ces biais peuvent en fait être efficaces dans un milieu naturel tel que ceux qui ont hébergé l'évolution humaine, permettant une évaluation ou une action plus performante, tandis qu'ils se révèlent inadaptés à un milieu artificiel moderne.

## Définition
Selon Jean-François Le Ny, psychologue spécialisé dans la cognition : « Un biais est une distorsion (déviation systématique par rapport à une norme) que subit une information en entrant dans le système cognitif ou en sortant. Dans le premier cas, le sujet opère une sélection des informations, dans le second, il réalise une sélection des réponses. »

## Historique et débats
Le terme de biais cognitif a été introduit au début des années 1970 par les psychologues Daniel Kahneman et Amos Tversky pour expliquer certaines tendances vers des décisions irrationnelles dans le domaine économique.
De nombreux chercheurs ont contribué sur le sujet, avec des avis contradictoires, suscitant débats et polémiques.
La rationalité limitée de l'individu est évoquée du fait des limitations inhérentes au système cognitif dans le traitement des informations, qui conduit à des biais inévitables. Certains y voient un échec de la rationalité humaine, tandis que pour d'autres, tels que Jonathan St. B. T. Evans, l'existence de ces biais est « en raison plutôt qu’en dépit de la nature de notre intelligence ». Gerd Gigerenzer, « virulent contradicteur » de Kahneman et Tversky, développe une vision « optimiste » de la question, mettant en évidence les situations courantes qui nécessitent, à propos, des heuristiques de jugement.
Selon Albert Moukheiber, les biais cognitifs peuvent être utilisés pour se donner des repères dans la société et justifier nos prises de décisions ; les heuristiques permettent la survie face à un danger imminent. De fait, dès leurs premières recherches dans les années 1970, Kahneman et Tversky ont proposé une vision nuancée des heuristiques qui, bien que menant à des biais, peuvent parfois conduire à des jugements raisonnables.

## Liste de biais cognitifs

### Biais sensori-moteurs
S'agissant des processus sensori-moteurs, on parle par habitude plutôt d'illusions que de biais.

### Biais attentionnels
- Biais d'attention — avoir ses perceptions influencées par ses propres centres d’intérêt.

### Biais mnésique
- Biais de négativité — également connu sous le nom d'effet de négativité, est la notion que, même à intensité égale, les choses de nature plus négative ont un effet plus important sur l'état et les processus psychologiques que les choses neutres ou positives.
- Effet de récence — mieux se souvenir des dernières informations auxquelles on a été confronté.
- Effet de simple exposition — avoir préalablement été exposé à une personne ou à une situation la rend plus positive.
- Effet de primauté — mieux se souvenir des premiers éléments d'une liste mémorisée.
- Oubli de la fréquence de base — oublier de considérer la fréquence de base de l'occurrence d'un événement alors qu'on cherche à en évaluer une probabilité.

### Biais de jugement
- Appel à la probabilité — tendance à prendre quelque chose pour vrai parce que cela peut probablement être le cas.
- Appel à la tradition — tendance à considérer que l’ancienneté d’une théorie ou d’une assertion étaye sa véracité.
- Aversion à la dépossession — tendance à donner plus de valeur à un bien ou un service lorsque celui-ci est sa propriété.
- Biais d'ancrage — influence laissée par la première impression.
- Biais d'attribution (attribution causale) — façon d'attribuer la responsabilité d'une situation à soi ou aux autres.
  - Biais d'attribution hostile
- Biais d'auto-complaisance — se croire à l'origine de ses réussites, mais pas de ses échecs.
- Biais d'automatisation — privilégier l'avis de la machine à celui de l'humain.
- Biais d'engagement — tendance à poursuivre l'action engagée malgré la confrontation à des résultats de plus en plus négatifs.
- Biais d'équiprobabilité — tendance à penser qu'en l'absence d'information, des évènements sont équiprobables.
- Biais d'immunité à l'erreur — ne pas voir ses propres erreurs.
- Biais d'intentionnalité — consiste à percevoir l'action d'une volonté ou d'une décision derrière ce qui est fortuit ou accidentel.
- Biais de confirmation — tendance à valider ses opinions auprès des instances qui les confirment, et à rejeter d'emblée les instances qui les réfutent.
- Biais de normalité — tendance à penser que tout va se passer comme d'habitude et à ignorer les signes avant-coureurs[6].
- Biais de présentéisme — privilégier les facteurs présents est plus économique cognitivement à modéliser que les facteurs absents.
- Biais de proportionnalité — favoriser l'idée potentiellement fausse que si l'on observe une augmentation des manifestations d'un phénomène, c'est que le nombre d'occurrences de ce phénomène croît en effet, sans voir que cette augmentation peut n'être que la conséquence de l'amélioration de l'outil d'observation.
- Biais de statu quo — la nouveauté est vue comme apportant plus de risques que d'avantages possibles et amène une résistance au changement.
- Biais égocentrique — se juger sous un meilleur jour qu'en réalité.
- Biais rétrospectif ou l'effet « je le savais depuis le début » — tendance à juger a posteriori qu'un événement était prévisible.
- Corrélation illusoire — perception d'une corrélation entre deux événements qui n'existe pas ou qui est bien plus faible en réalité.
- Croyance en un monde juste — tendance à considérer que la bonne action d'une personne lui sera nécessairement bénéfique tandis qu'une mauvaise action lui sera nécessairement néfaste.
- Effet d'ambiguïté — tendance à éviter les options pour lesquelles on manque d'information.
- Effet de halo — une perception sélective d'informations allant dans le sens d'une première impression que l'on cherche à confirmer.
- Effet de simple exposition — avoir préalablement été exposé à quelqu'un ou à une situation le/la rend plus positive.
- Effet Dunning-Kruger — les moins compétents dans un domaine surestiment leur compétence, alors que les plus compétents ont tendance à sous-estimer leur compétence.
- Effet Ikea — tendance pour les consommateurs à accorder une valeur supérieure aux produits qu'ils ont partiellement créés.
- Effet moins-c'est-mieux — tendance à effectuer un choix a priori moins avantageux objectivement (par exemple apprécier plus une coupe de glace de moindre quantité mais mieux remplie).
- Effet Stroop — incapacité d'ignorer une information non pertinente.
- Effet râteau — exagérer la régularité du hasard.
- Illusion de fréquence — tendance, après avoir remarqué une chose pour la première fois, à la remarquer plus souvent et à la croire plus fréquente.
- Erreur fondamentale d'attribution (ou biais d'internalité) — accorder plus d'importance aux facteurs internes à l'orateur (intentions, émotions) qu'à son discours ou à ses actes (faits tangibles). Couramment utilisé pour discréditer les éléments rationnels par des éléments émotionnels, qui sont en pratique souvent imaginés et attribués sans preuve à l'orateur puisque ses émotions internes sont difficilement discernables a priori.[réf. nécessaire]
- Illusion de savoir — dans une situation en apparence identique à une situation commune, réagir de manière habituelle, sans éprouver le besoin de rechercher les informations complémentaires qui auraient mis en évidence une différence par rapport à la situation habituelle. Il peut ainsi faire état d'une mauvaise croyance face à la réalité.
- Illusion monétaire — confusion d'un agent économique entre variation du niveau général des prix et variation des prix relatifs.
- Illusion de transparence et illusion de connaissance asymétrique.
- Loi de l'instrument (ou marteau de Maslow) — tentation qui consiste à travestir la réalité d'un problème en le transformant en fonction des réponses (les outils) dont on dispose.
- Sophisme génétique — tendance à juger le contenu en fonction du contenant, le message en fonction du messager, le fond suivant la forme.
- Supériorité illusoire — surestimation de ses propres qualités et capacités.
- Tache aveugle à l'égard des préjugés — tendance à ne pas percevoir les biais cognitifs à l'œuvre dans ses propres jugements ou décisions, et ce, aux dépens d'informations plus objectives.

### Biais de raisonnement
- Biais de confirmation d'hypothèse — préférer les éléments qui confirment plutôt que ceux qui infirment une hypothèse.
- Biais d'évaluation de probabilités.
- Biais de représentativité — considérer un ou certains éléments comme représentatifs d'une population.
- Biais de disponibilité — ne pas chercher d'autres informations que celles immédiatement disponibles.
- Biais d'appariement — se focaliser sur les éléments contenus dans l'énoncé d'un problème.
- Biais du survivant — se focaliser sur les éléments ayant passé avec succès un processus de sélection pour en tirer des conclusions sur la totalité des éléments.
- Réduction de la dissonance cognitive — réinterpréter une situation pour éliminer les contradictions.
- Effet rebond (assimilable à l'effet Streisand) — une pensée que l'on cherche à inhiber devient plus saillante.
- Illusion des séries — percevoir à tort des coïncidences dans des données au hasard.
- Perception sélective — interpréter de manière sélective des informations en fonction de sa propre expérience.
- Réification du savoir — considérer les connaissances comme des objets immuables et extérieurs.
- Effet de domination asymétrique ou effet leurre — choisir pour un consommateur entre deux options celle qui est la plus proche d'une troisième option malgré la forte asymétrie d'information.
- Coût irrécupérable — considérer les coûts déjà engagés dans une décision.
- Oubli de la fréquence de base — oublier la fréquence de base de l'occurrence d'un événement dont on cherche à évaluer la probabilité.
- Biais de l'avare cognitif : tendance à rechercher l'explication la plus simple.

### Biais liés à la personnalité
- Biais d'optimisme — optimisme dispositionnel[7], optimisme irréaliste[8], parfois présenté comme un « non-pessimisme dispositionnel »[9] et d'optimisme comparatif[10],[11] qui semble très ancrée chez l'être humain ; il s'agit d'une croyance individuelle qui est que le sujet se juge moins exposé à la plupart des risques qu'autrui[12],[13]. On peut évaluer le degré d'adhésion à cette croyance en demandant au sujet d’évaluer son risque de rencontrer un événement négatif en comparaison de celui d’autrui[13]. Cette croyance aggrave certaines prises de risques et est souvent impliquée dans l'accidentologie routière (le conducteur s'estimant à tort plus habile que les autres pour éviter les accidents, même quand il ne respecte pas le code de la route, en raison d'une surestimation infondée et irréaliste de ses capacités)[14],[15],[16],[17].
- Effet Barnum — accepter une vague description de la personnalité comme s'appliquant spécifiquement à soi-même (ex. : horoscope).

### Et aussi
- (en) List of cognitive biases (Liste de biais cognitifs)

## Aspects psychiques et sociaux
Au-delà du cognitif, lié à l'intellect, entre aussi en compte l'interférence inconsciente ou consciente de facteurs émotionnels (biais émotionnel) ou instinctifs. En fait, certains biais cognitifs résultent de biais émotionnels qui perturbent le processus cognitif. Toute prise de décision mettant en jeu les émotions est naturellement plus exposée à certains biais. Il s'avère donc utile de reconnaître les affects en action.
L'individu n'étant pas isolé dans ses décisions, la psychologie sociale (phénomènes de groupe et de foule) apporte aussi un éclairage. Le biais cognitif est, selon les cas, exclusivement dû à l'individu, ou lié à la pression sociale sur cet individu. Certaines techniques de persuasion, propagande et manipulation mentale cherchent à exploiter ce travers.

## Recherche en économie et finance
Les divers types de biais cognitifs (ancrage, représentativité, cadrage…) ont particulièrement été mis en lumière par la finance comportementale comme étant source de diverses anomalies affectant les comportements économiques et l'efficience des marchés.
C'est du fait de ces travaux que le psychologue Daniel Kahneman a obtenu le prix Nobel d’économie en 2002.

## Enseignement
Les neurosciences étudient l'importance des biais dans l’enseignement qui sont à l'origine de nombreuses réponses considérées comme étant des erreurs par les enseignants, alors même que l'élève concerné a acquis la compétence impliquée dans l'exercice (voir, par exemple, les travaux d'Olivier Houdé). Il est cependant à noter que l'enseignant lui aussi est exposé aux biais, dans son rapport aux élèves et au moment de sa correction.

## Méthodes scientifiques de réduction des biais
Les institutions scientifiques organisent des relectures par les pairs, des conférences de consensus, des revues systématiques d'études (basées sur les techniques de méta-analyse) et des cartographies systématiques des connaissances pour les mettre périodiquement à jour, en cherchant à détecter et minimiser les biais afin d'apporter des informations complètes et objectivées aux scientifiques, mais aussi aux décideurs et parfois aux négociateurs, par exemple pour le GIEC ou les négociations internationales portant sur la biodiversité, deux sujets de préoccupation mondiale suivis par l'ONU. En Europe, certains organismes ont une accréditation pour produire des formations à ces méthodes (c'est par exemple le cas en France de la FRB qui a été désignée Centre français de la Collaboration for Environmental Evidence,).